# Ma (film)
Ma – amerykański horror z 2019 roku w reżyserii Tate’a Taylora, wyprodukowany przez wytwórnię Universal Pictures. Główne role w filmie zagrali Octavia Spencer, Diana Silvers, Juliette Lewis i Luke Evans.
Premiera filmu odbyła się 31 maja 2019 w Stanach Zjednoczonych. Trzy tygodnie później, 21 czerwca, obraz trafił do kin na terenie Polski.

## Fabuła
Nastoletnia licealistka Maggie Thompson i jej przyjaciele proszą nieznajomą Sue Ann (Octavia Spencer), by kupiła im alkohol. Kobieta, którą dzieciaki nazywają „Ma”, zgadza się i zaprasza młodych ludzi do piwnicy w swoim domu, aby mogli tam organizować imprezy. Stawia warunek: małolaty nie mogą wejść na piętro. Ale dla nastolatków ciekawość jest silniejsza od zakazu i łamią dane Sue Ann słowo.

## Obsada
- Octavia Spencer jako Sue Ann „Ma” Ellington
- Diana Silvers jako Maggie Thompson
- Juliette Lewis jako Erica Thompson
- Luke Evans jako Ben Hawkins
- McKaley Miller jako Haley
- Corey Fogelmanis jako Andy Hawkins
- Gianni Paolo jako Chaz
- Dante Brown jako Darrell
- Missi Pyle jako Mercedes
- Tanyell Waivers jako Genie Ellington
- Allison Janney jako doktor Brooks
- Victor Turpin jako Pietro Kramer
- Dominic Burgess jako Stu
- Heather Marie Pate jako Ashley
- Tate Taylor jako oficer Grainger

## Odbiór

### Przychody z kin
Film Ma zarobił prawie 46 milionów dolarów w Stanach Zjednoczonych i Kanadzie oraz ponad 15 milionów dolarów w pozostałych państwach; łącznie 61,1 miliona dolarów, w stosunku do budżetu produkcyjnego 5 milionów dolarów.

### Krytyka
Film Ma spotkał się z mieszaną reakcją krytyków. W serwisie Rotten Tomatoes 55% ze 204 recenzji filmu jest pozytywne (średnia ocen wyniosła 5,60 na 10). Na portalu Metacritic średnia ocen z 39 recenzji wyniosła 53 punkty na 100.